# Vaterländische Gedenkhalle

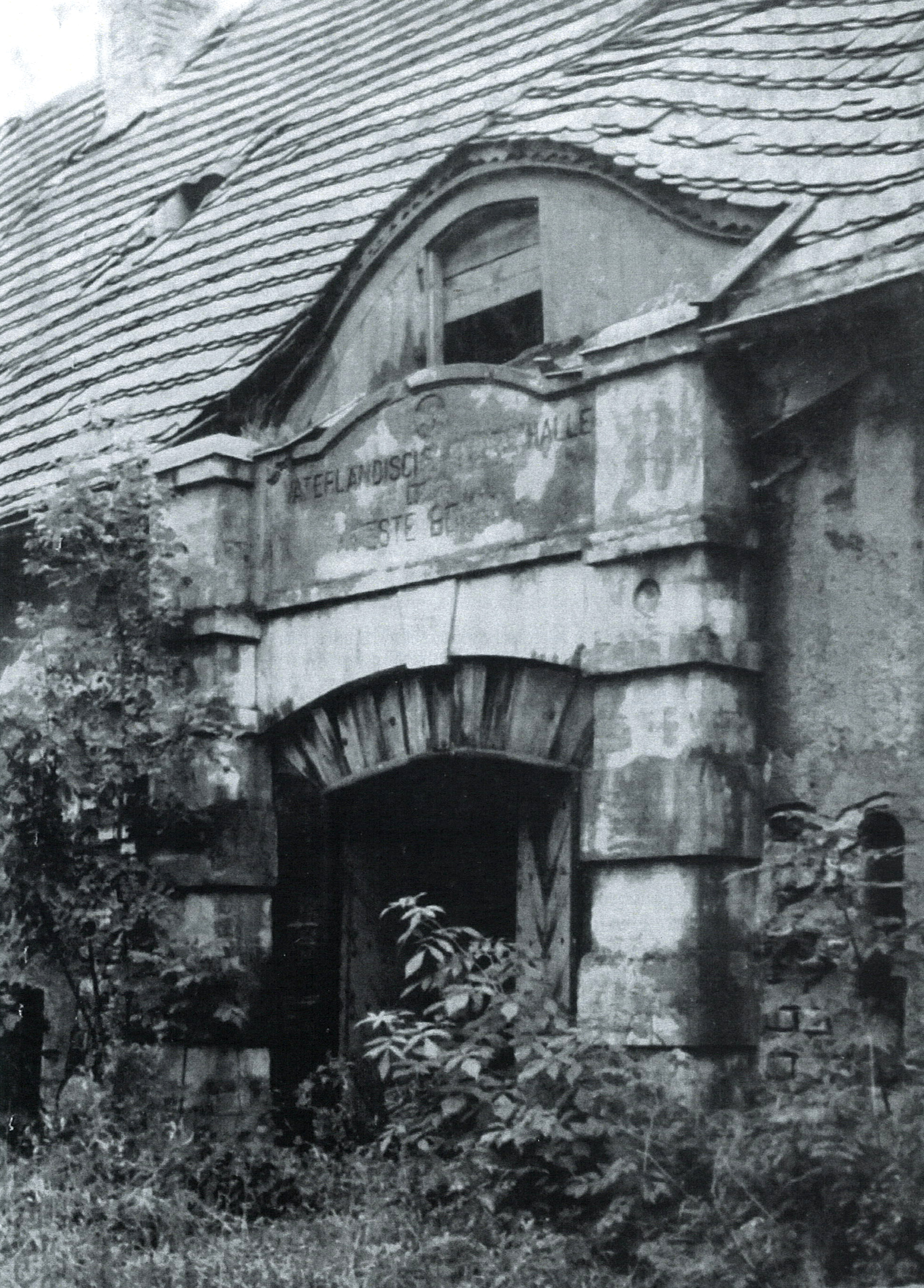
Vaterländische Gedenkhalle Lötzen, Zustand 1950

Die Vaterländische Gedenkhalle in Lötzen (polnisch Giżycko) befand sich auf der Feste Boyen in Ostpreußen in der heutigen polnischen Woiwodschaft Ermland-Masuren.
Sie wurde am 27. Februar 1916 eröffnet und gegen Ende des Zweiten Weltkrieges zerstört. Die Gedenkhalle war ein zeitgeschichtliches Museum.

## Geschichte
Bereits vor dem Ersten Weltkrieg hatte der Kommandant der Feste Boyen, Oberst Hans Busse, die Idee, in Lötzen  eine Gedenkstätte an Feldmarschall Paul von Hindenburg auf der Feste einzurichten. Das Unternehmen fand vielseitige Förderung, vor allem, weil während des Krieges Lötzen für längere Zeit Hauptquartier Hindenburgs war. Busse nahm dies zum Anlass, eine vorhandene kleine Sammlung von Erinnerungszeichen an Hermann von Boyen, dem Namensgeber der Festung, zu einer „Vaterländischen Gedenkhalle“ zu erweitern, in der alles vereint werden konnte, was auf den Einfall der Russen in Ostpreußen während der Schlacht an den Masurischen Seen und auf den Aufenthalt Hindenburgs in Lötzen Bezug hatte.
Zufall war es, dass bei Beginn des Krieges ganz in der Nähe von Lötzen an der Kullabrücke ein Urnenfriedhof aus den ersten Jahrhunderten unserer Zeitrechnung entdeckt wurde. Busse erhielt vom Besitzer des Grundstücks, Hauptmann Quassowski auf Bogatzewen, die Erlaubnis zur Ausgrabung. Die Arbeiten wurden unter der Leitung des Königl. Bezirksgeologen Hans Heß von Wichdorff durchgeführt.

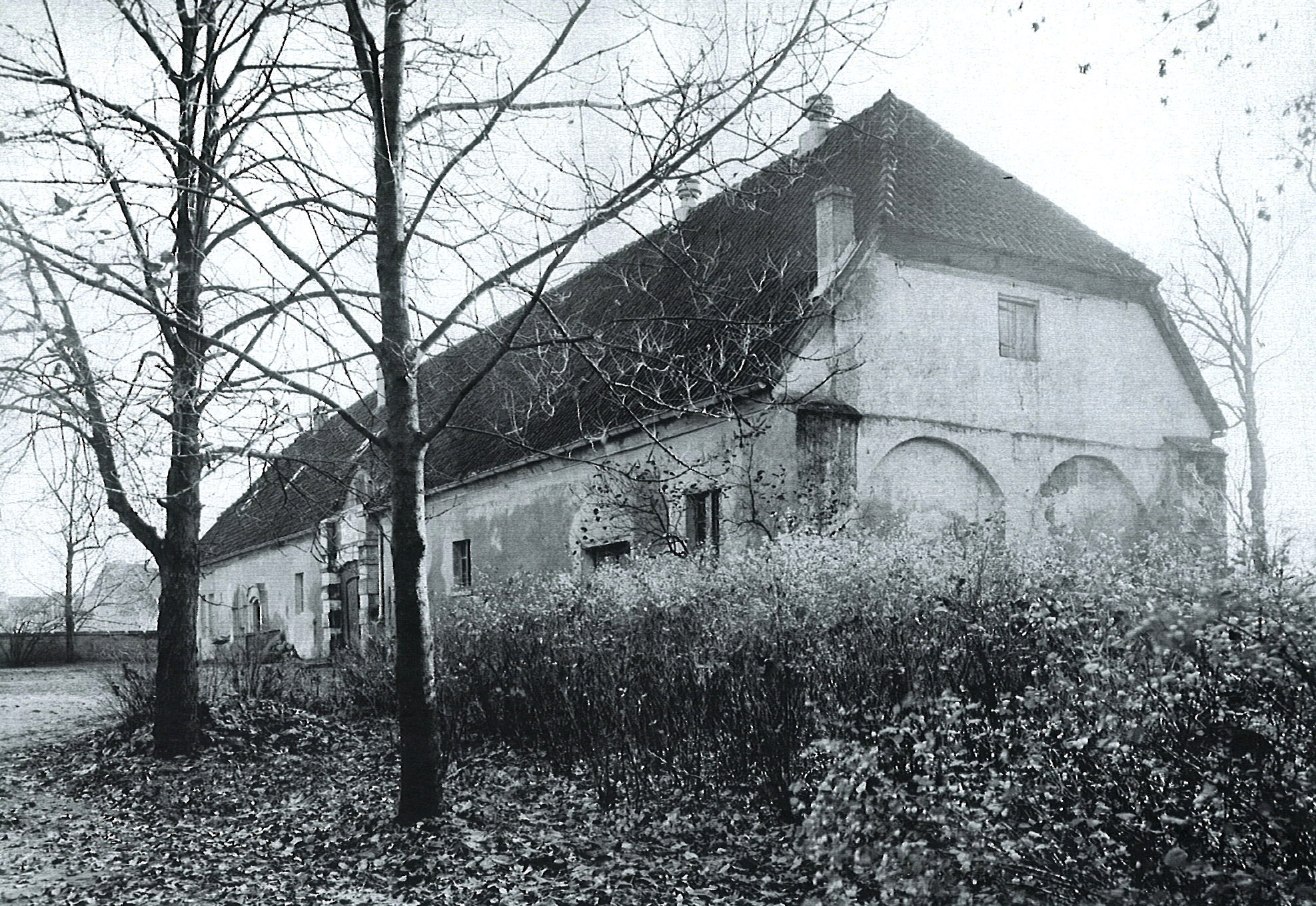
Vaterländische Gedenkhalle, Außenansicht 1917

Hindenburg brachte den Grabungen lebhaftes Interesse entgegen. Eine ungewöhnliche Anzahl an Waffen, Schmuck und Gebrauchsgegenständen, meist Beigaben der Aschenurnen, wurden gefunden: Fibeln verschiedener Art, Schnallen, Armbänder und Halsringe aus Bonze und Silber, Fingerringe, Ketten aus Bernstein- und Tonperlen, Kinderspielzeug, Messer, Äxte, Speere, Pfeilspitzen, Schildbuckeln und anderes mehr.

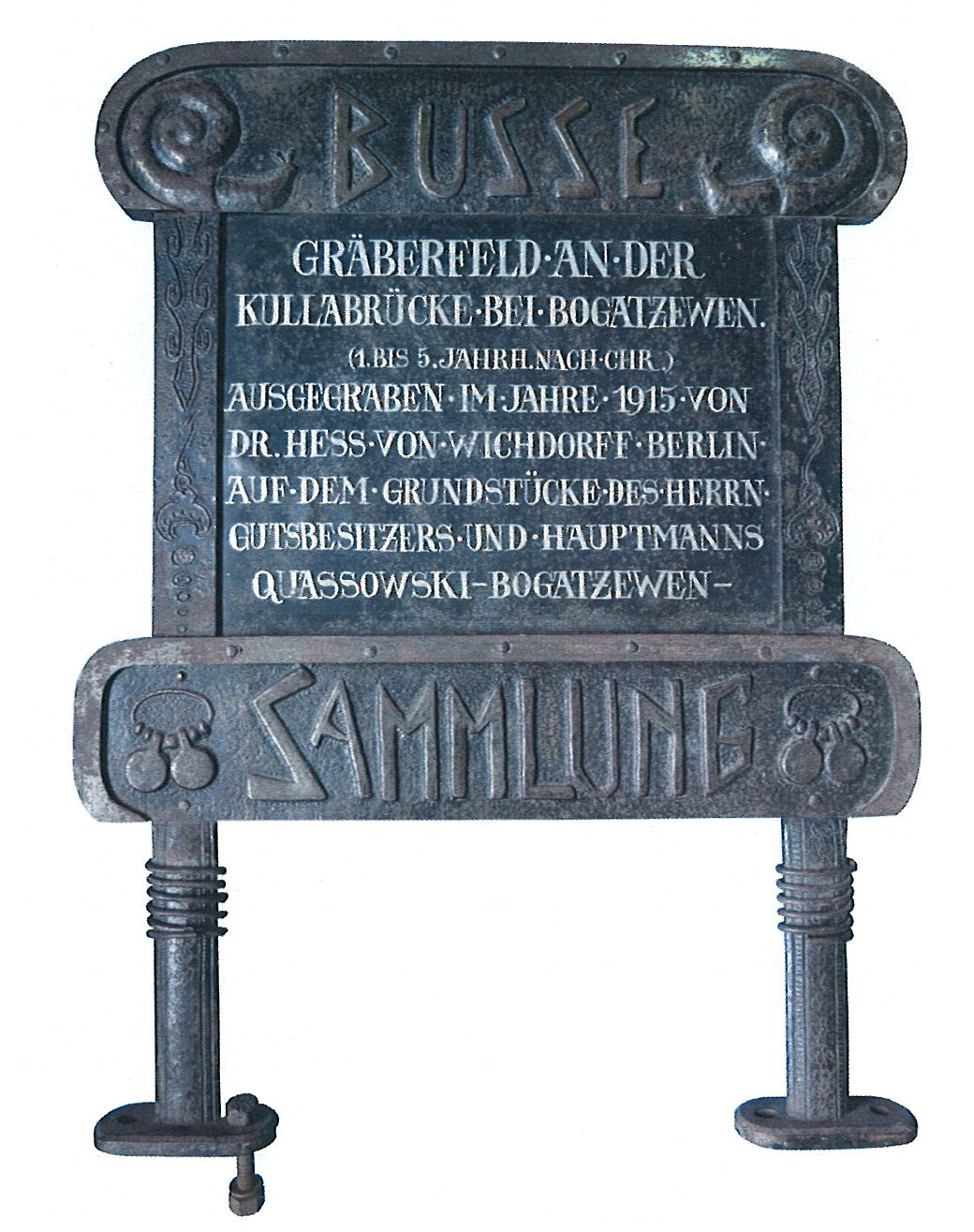
Aus der Busse-Sammlung

Die Funde ergaben eine wissenschaftlich wertvolle Grundlage für eine prähistorische Abteilung des Museums. Mit dem Fund von der Kullabrücke konnte ein geschlossenes Bild einer Kulturperiode Masurens gezeigt werden. Zahlreiche Einzelfundstücke aus den verschiedenen vorgeschichtlichen Zeitabschnitten Ostpreußens wurden dieser Abteilung als Geschenke übergeben, unter ein reichverziertes Wikingerschwert aus der zweiten Hälfte des 9. Jahrhunderts n. Chr., ein Fundstück aus den masurischen Seen von besonderem geschichtlichem Wert.

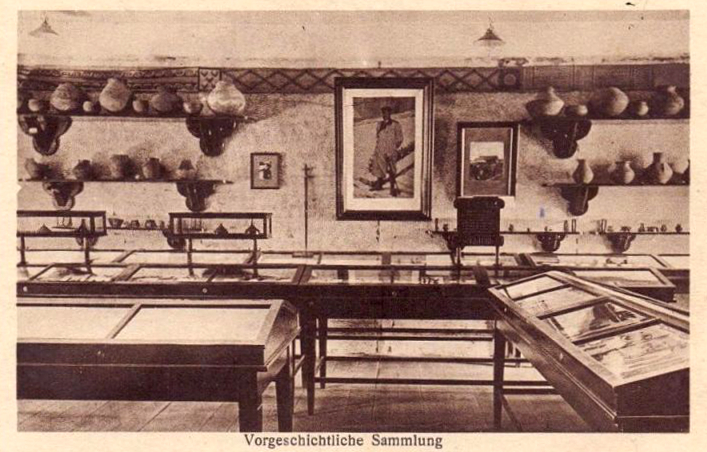
Vorgeschichtliche Sammlung (1935)

Der Ausbau der Gedenkhalle geschah vielfach in freiwilliger Arbeit. Die gesamte Einrichtung und die künstlerische Ausgestaltung der Halle sind nur durch private Mittel und Schenkungen sowie durch Soldatenarbeit zustande gekommen. Leutnant John war der leitende Architekt, Hans Heß von Wichdorff der Direktor der wissenschaftlichen Abteilung, künstlerische Ornamente meißelte der Bildhauer Kraussen aus Münster i. W. in Holz, die Malerarbeiten führte Blüthgen aus Berlin aus, prächtige Treibarbeiten in Eisen ein Kunstschmied aus Braunschweig; Korbflechter, Kunsttischler und Steinmetze waren vorhanden. Ein Angestellter der Berliner Porzellanmanufaktur setzte die Urnen aus den Scherben zusammen.
Im Vorraum waren die Worte „Dem Kaiser, dem Befreier, den Führern, den Streitern Ostpreußens“ angebracht. Der erste Raum war den Ausgrabungen, der sogenannten Busse-Sammlung, gewidmet.

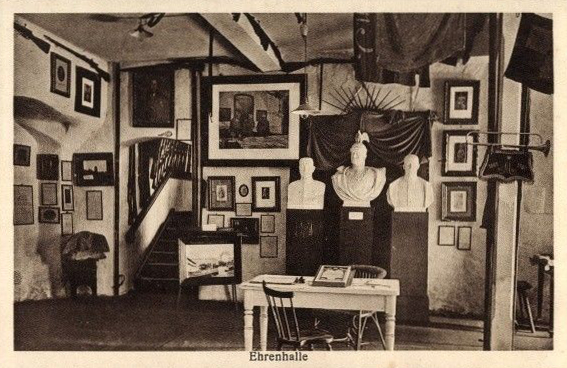
Ehrenhalle (1935)

Der zweite größere Raum zeigte Büsten und Bilder des Kaisers Wilhelm II. sowie von Hindenburg, Ludendorff und vielen anderen Fürsten und Führern, die meisten mit eigenhändigen Unterschriften. An den Wänden hingen Aquarelle von den in der Schlacht an den Masurischen Seen zerstörten Ortschaften des Malers Richard Rothgiesser aus Hamburg. In der kriegsgeschichtlichen Sammlung waren russischen Waffen ausgestellt, die die Bewaffnung des russischen Heeres beim Einfall in Ostpreußen im Sommer 1914 zeigten.
Das Masurische Zimmer im Dachgeschoss zeigte Trachten, ein Modell eines masurischen Bauernhauses sowie Münzfunde aus der Region. Dort waren auch die Originalarbeiten des masurischen Dichters Friedrich Dewischeit ausgestellt.
1935 wurden Pläne erstellt, die einen Neubau der Gedenkhalle vorsahen. Dieser Bau wurde nie ausgeführt.

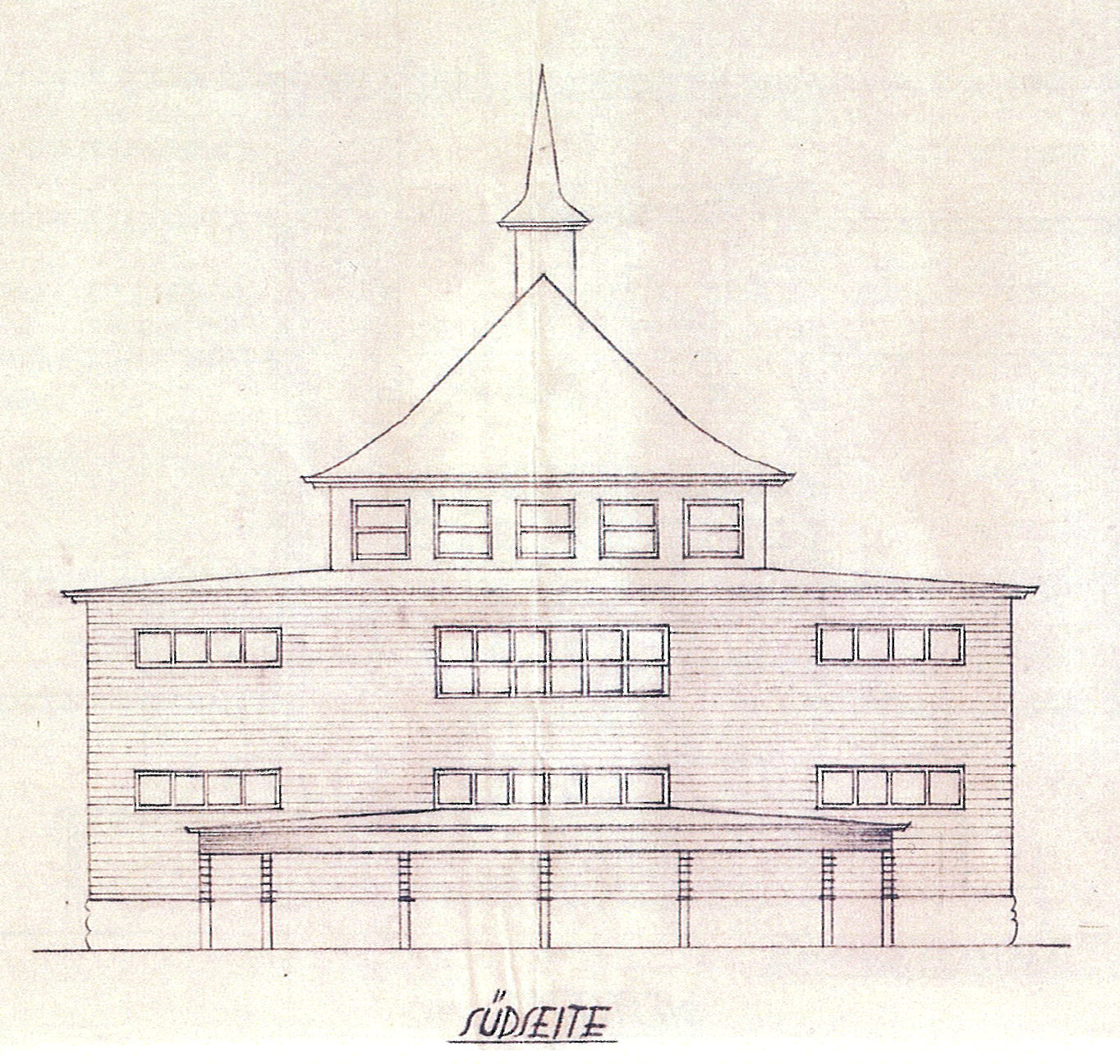
Bauplan für den Neubau, Südseite 1935

Die „Vaterländische Gedenkhalle“ wurde gegen Ende des Krieges zerstört, viele Informationen über das Bauwerk sind jedoch erhalten geblieben. So wurde die vollständige Fundkartei der archäologischen Funde von Arthur Schmidt, von 1933 bis 1935 wissenschaftlicher Direktor der Einrichtung, dem Lötzener Heimatmuseum in Neumünster übergeben.
Ein Gesamtüberblick über das Museum und dessen Sammlungsbestand wurde in einem Buch des polnischen Archäologen Maciej Karczewski aufgearbeitet.